# Чеканка мяча
Чеканка мяча — способ жонглирования мячом. Заключается в том, что чеканящий не даёт мячу упасть на землю, подкидывая его вверх с помощью ног, груди, плеч и головы. Чеканка является базовым упражнением в футбольном фристайле. Таким же способом тренируют ловкость и навыки владения мячом футболисты.
Чеканка популярна и как дворовая игра с мячом у подростков. Чаще она называется «набивать мяч» или «нагонять мяч». Существо игры в том, кто сможет отбить мяч большее количество раз, не давая ему коснуться земли. По договорённости мяч разрешается отбивать и руками. Не разрешается задержка мяча в руке, мяч должен быть именно отбит.
Навыки чеканки мяча очень полезны для таких игр с мячом как футбэг, американка и множества других дворовых игр.

## История
Одно из разновидностей чеканки мяча была древняя японская игра Кемари, суть которой заключалась в том, что несколько человек отбивали мяч, стараясь, чтобы он не коснулся земли. Первое упоминание о Кемари датируется 644 годом нашей эры.

## Рекорды
Неполный список рекордов, связанных с чеканкой мяча.

### Самая длительная чеканка мяча
- Автором рекорда является Дан Магнесс, 25-летний профессиональный фристайлер. Он набивал мяч около 24 часов не прерываясь, используя ноги, плечи и голову. Приблизительное количество отбиваний — около 500 000. Рекорд был установлен в Ковент Гардене, Лондон 1 мая 2009 года в 14:00.[2]

- Предыдущий мужской рекорд был установлен Мартино Эдуардо Ориге из Бразилии, который набивал мяч в течение 19 часов 30 минут, используя только ноги и голову. Рекорд был поставлен 2 и 3 августа 2003 года[3]
- Рекорд для женщин установила Даниэла Джазаэри (Daniella Jazaeri) из Ирана. Она набивала мяч 7 часов 5 минут и 25 секунд, 12 июля 1996 года.[4]
- Мужской рекорд России, зафиксированный "Книгой Рекордов России[5]" установил Немировский Руслан, город Рязань. Его результат 3 часа 46 минуты 36 секунд,  16 июня 2023 г.[6]
- Рекорд России среди женщин принадлежит Анне Зощук из Москвы. Ей принадлежит результат 1 час 52 минуты 17 секунд, 5 сентября 2014 года.[7]

### Самый быстрый марафон с чеканкой мяча
- Самый быстрый марафон с одновременной чеканкой мяча был совершён Даниэлой Джазаэри во время Пражского Городского Марафона, 8 июля 1990 года. Она одолела дистанцию в 42 195 метров за 7 часов 18 минут 55 секунд, и мяч ни разу не коснулся земли[8].

### Самая длинная дистанция, пройденная с одновременной чеканкой мяча
- Дан Магнесс, рекордсмен по наибольшему времени чеканки, так же держит рекорд по длине дистанции, пройденной с одновременным набиванием мяча. Он прошёл 48 километров, не позволяя мячу коснуться земли. Достижение было установлено в Лондоне, 26 января 2010 года, и во время совершения рекорда Дан Магнесс посетил все пять футбольных стадионов лондонских команд Английской Премьер-лиги. Он начал свой путь со стадиона «Крейвен Коттедж» команды «Фулхэм», а закончил его на стадионе «Уайт Харт Лейн» команды «Тоттенхэм Хотспур».[9]

### Самая длительная чеканка мяча, лёжа на спине
- Дэниэл Болт (Daniel Bolt) из футбольной команды Mytchett FC, графство Суррей, Англия, чеканил мяч лёжа на спине в течение 21 минуты 14 секунд, пользуясь только ногами. Рекорд был поставлен 22 июля 2008 года.

### Наибольшее количество отбиваний за 60 секунд
- Наибольшее количество отбиваний за 60 секунд при чеканке мяча — 341 — было совершено россиянином Григорием Жуковским 30 октября 2016 года в Уфе, Россия[10].

## Интересные факты
Один из самых знаменитых случаев чеканки мяча произошёл в 1967 году на Домашнем чемпионате Великобритании, в знаменитом матче между действующим чемпионом мира сборной Англии и сборной Шотландии. Шотландия выиграла 3-2. С этого матча берёт начало концепция неофициального чемпионата мира по футболу. В этом матче шотландский полузащитник Джим Бакстер некоторое время набивал мяч прямо перед английскими защитниками, сохраняя владение мячом. Это позволило Шотландии затянуть последние несколько минут матча, что и привело к победе. «Это был самый запоминающийся момент для каждого футбольного фаната в Шотландии, вне зависимости от того, к какому клубу он испытывает привязанность. Бакстер просто перемещался на небольшой скорости по левому флангу, вперёд и назад, перед лицом 90 000 зрителей, и английские защитники не знали, что им делать, а Бакстер не спешил помочь им разрешить эту проблему», — сказал по поводу этого случая историк футбола и комментатор Боб Крампси